# Ripplemead
Ripplemead es un lugar designado por el censo ubicado en el Giles en el estado estadounidense de Virginia. En el Censo de 2020 tenía una población de 306 habitantes y una densidad poblacional de 96,84  habitantes por km². Fue incluido como CDP en el censo de 2020.

## Geografía
Ripplemead se encuentra ubicado en las coordenadas 37°20′13″N 80°41′10″O / 37.33694, -80.68611.Según la Oficina del Censo de los Estados Unidos,  tiene una superficie total de 3,16 km², de la cual 2,93 km² corresponden a tierra firme y 0,23 km² a agua.